# Източни Кордилери
Източните Кордилери (на испански: Cordillera Oriental) са сложна система от планински хребети и вериги, образуващи крайните източни вериги на планинската система на Андите. В страните, през които преминават, названието Източни Кордилери се приписва на различни хребети и вериги, което предизвиква объркване в географските карти и географската литература. Най-твърдо названието се е наложило в Андите на Колумбия и Еквадор. Като цяло Източните Кордилери не представляват единна верига, като на територията на Перу прекъсват на отделни участъци. В структурно отношение на места образуват единна с хребетите на Централните Кордилери система от антиклинории, имащи херценски ядра. Простират се от север на юг на около 3000 km, от 9° с.ш. до 19° ю.ш., на териториите на Колумбия, Еквадор, Перу и Боливия.

## Деление
В зависимост от своето местоположение Източните Кордилери се поделят от север на юг на: Колумбийски, Еквадорски, Перуански и Боливийски.
- Колумбийски Източни Кордилери – разположени са в централната част на Колумбия и се простират на около 950 km от 9° с.ш. на север до 1°30′ с.ш. на юг. На изток стръмно се спускат към равнините на река Ориноко и западния край на Гвианското плато, а на запад – към дълбоката долина на река Магдалена. В централните им най-широки части (до 270 km) са характерни обширни вътрешнопланински равнини и котловини с височина 2500 – 3500 m. В една такава обширна равнина е разположена столицата на Колумбия град Богота. Колумбийските Източни Кордилери се поделят на отделни масиви: Алтиплано Кундибоясенсе, Серания де лос Яригиес, Серания де лас Кинчас, Сиера Невада дел Кокуй. Тяхно северно продължени е планинската верига Сиера де Периха, разположена по границата с Венецуела, а на североизток, на територията на Венецуела се простират веригите Кордилера де Мерида и Карибските Анди. Максималната им височина е връх Ритакуба Бланко 5493 m[2], издигащ се в средната им част. Южно от големия завой на река Патия (на 1°30′ с.ш.), в района на колумбийския град Пасто Източните Кордилери се съединяват с Централните и Западните Кордилери като образуват мощен планински възел, в който се появяват първите действащи вулкани.[1]
- Еквадорски Източни Кордилери – простират се на около 700 km от 1°30′ с.ш. на север до 5° ю.ш. на юг в централните части на Еквадор. На територията на Еквадор Източните Кордилери са известни и под името Кордилера Реал. Отделни хребети и масиви се спускат на изток към Амазонската низина, а на запад високи междупланински котловини ги отделят от Западните Кордилери. По линиите на множество разломи са разположени угаснали и действащи вулкани с максимална височина вулкана Котопахи 5897 m. Други по-известни вулкани са: Тунгурауа (5016 m), Сангай (5230 m). На юг от 3° ю.ш. Еквадорските Източни Кордилери се снижават и завършват до долината на река Мараньон под името Кордилера дел Кондор.[1]
- Перуански Източни Кордилери – простират се на около 700 km от 5° ю.ш. (големия завой на река Мараньон) на северозапад до около 10° ю.ш. и се отнасят към т.нар. Субандийски Кордилери, представени от средновисоки (до 3730 m) нагънати хребети, заграждащи от запад Амазонската низина. Между 10° и 15° ю.ш. Източните Кордилери липсват в орографсакта система на Андите.[1]
- Боливийски Източни Кордилери – простират на около 600 km от 15° ю.ш. на север до 19° ю.ш. на юг, между водосборните басейни на реките Бени, Маморе и Рио Гранде, като всички те са от басейна на Амазонка. Боливийските Източни Кордилери заграждат от югозапад обширните равнини Бени – Маморе, а максималната им височина е 5070 m.[1]

## Растителност
По цялото си протежение източните склонове на Източните Кордилери се явяват наветрени, като годишната сума на валежите е от 4000 до 5000 mm. Те (склоновете) са дълбоко разчленени от речни долини, покрити са с вечнозелени гори (планинска хилея) и имат ясно изразена височинна зоналност. Само по най-сухите северни и южни части и по западните подветрени склонове са развити листопадни и вечнозелени гори и пасища. Височината на снежната линия е от 4400 до 5000 m.